# Annie Krauss
Annie Krauss (Bugi, destijds: Bogen, 27 oktober 1884 – Berlijn, 5 augustus 1943), was tijdens de Tweede Wereldoorlog een Duitse verzetsstrijdster tegen de nazi's. Haar voornaam wordt ook wel als Anna en Anni geschreven en haar achternaam ook wel als Krauß. Ze was eigenaar van een groothandel in verf en was daarnaast actief als helderziende. Als lid van de verzetsgroep rond het echtpaar Schulze-Boysen werd ze in 1942 door de Gestapo gearresteerd toen die de zogenaamde "Rote Kapelle" oprolde. In 1943 werd ze na een doodvonnis van een militaire rechtbank onthoofd in de strafgevangenis Plötzensee.

## Leven
Krauss was de dochter van Johann Friese, een boer in het toenmalige Oost-Pruisen. De meeste bronnen melden dat ze werd geboren op 27 oktober 1884, maar soms wordt 7 mei 1879 als geboortedatum genoemd. Als jong meisje volgde ze een handelsopleiding. In 1911 trouwde ze met de Hongaar Josef Krauss en in 1914 kregen ze een zoon, die ze Rudolf noemden.
Josef Krauss sneuvelde in de Eerste Wereldoorlog. Annie verhuisde als oorlogsweduwe met haar zoon in 1920 naar Berlijn: dichter in de buurt van haar zuster, Magda Friese, die woonde in een appartement aan de Parkallee 10 in Stahnsdorf. Om in haar levensonderhoud te voorzien begon ze een naai-atelier. Vanaf 1936 was ze eigenaar van een groothandel in verf en lak in Berlijn. Naast haar zakelijke activiteiten had Krauss ook een persoonlijke praktijk als helderziende.

## Verzetswerk
Eind 1938 bood Krauss onderdak aan Sophie Kuh (later: Templer-Kuh), de 22-jarige dochter van Otto Gross. Deze Joodse vrouw was naar Berlijn gekomen om bij de Britse ambassade een visum voor Engeland veilig te stellen, maar moest daar geruime tijd op wachten.
In die tijd begon Libertas Schulze-Boysen gebruik te maken van haar diensten als helderziende. Zij benaderde Krauss om mee te werken in de verzetsgroep die haar man opbouwde. Deze groep omvatte uiteindelijk zo'n 150 mensen met heel uiteenlopende maatschappelijke posities en politieke opvattingen die elkaar vonden in hun afkeer van het nazibewind. Via Krauss raakten ook Toni en John Graudenz, haar buurvrouw en buurman in Stahnsdorf, bij dit verzetswerk betrokken. John zorgde voor twee stencilmachines waarmee pamfletten tegen de nazi's werden gemaakt. Krauss bood aan dat haar woonkamer daarvoor kon worden gebruikt en hielp ook bij de verspreiding van de pamfletten.
Een belangrijke activiteit was het verzamelen van informatie over nazimisdaden en geplande militaire acties en het doorgeven daarvan aan de Geallieerden, in de praktijk de Sovjet-Unie, omdat die zich het meest actief opstelde. Naast de inlichtingen die Harro Schulze-Boysen zelf kon achterhalen als officier van de Luftwaffe op het Ministerie voor Luchtvaart, of die John Graudenz verzamelde als vertegenwoordiger in de luchtvaartindustrie, kon Annie Krauss achter belangrijke informatie over militaire operaties komen. Er waren heel wat bijgelovige Duitse officieren die van haar diensten als helderziende gebruik maakten. Bij hun vragen om raad kwamen er vanzelf ook toekomstige militaire acties aan de orde. Toni Graudenz trad op als tussenpersoon die dit soort informatie doorgaf een Schulze-Boysen, zodat de manier waarop die uitlekte niet gemakkelijk achterhaald kon worden.
Een bijzondere rol speelde Erwin Gehrts, een kolonel bij de Luftwaffe met strategische staffuncties. Hij was erg bijgelovig, had grote belangstelling voor occulte zaken en was een regelmatige bezoeker van Annie Krauss. Maar Gehrts stond ook zeer afwijzend tegenover het naziregime en raakte daarom betrokken bij meer activiteiten van de verzetsgroep. Krauss deed ook toekomstvoorspellingen voor de andere leden van de verzetsgroep als een middel om het moreel te versterken. In trance kon ze voor hen een beeld oproepen van de toekomst na het nationaalsocialisme. Ook werden plannen voor verzetsacties aan haar voorgelegd, waarop ze bezwerend uitsprak dat de uitvoerders niets zou overkomen.

## Arrestatie en executie
Bij het oprollen van de "Rote Kapelle" arresteerde de Gestapo Krauss op 14 september 1942. Ze werd opgesloten in de toenmalige vrouwengevangenis Barnimstraße. Met andere leden van de groep rond Schulze-Boyzen werd ze berecht door de 2e kamer van de militaire rechtbank ingesteld door de nazi's (2. Senat des Reichskriegsgerichts) en geleid door Manfred Roeder, "Hitlers bloedhond". Op 12 februari 1943 werd zij ter dood veroordeeld wegens "aantasting van de strijdkracht" (Zersetzung der Wehrkraft). Hitler zelf wees op 21 juli van dat jaar alle verzoeken om gratie af.
Op 5 augustus 1943 werden in de strafgevangenis Plötzensee achter elkaar met tussenpozen van drie minuten minstens twaalf vrouwen met een valbijl geëxecuteerd. Een daarvan was Annie Kraus; zij werd om 19.36 uur vermoord.

## Nagedachtenis

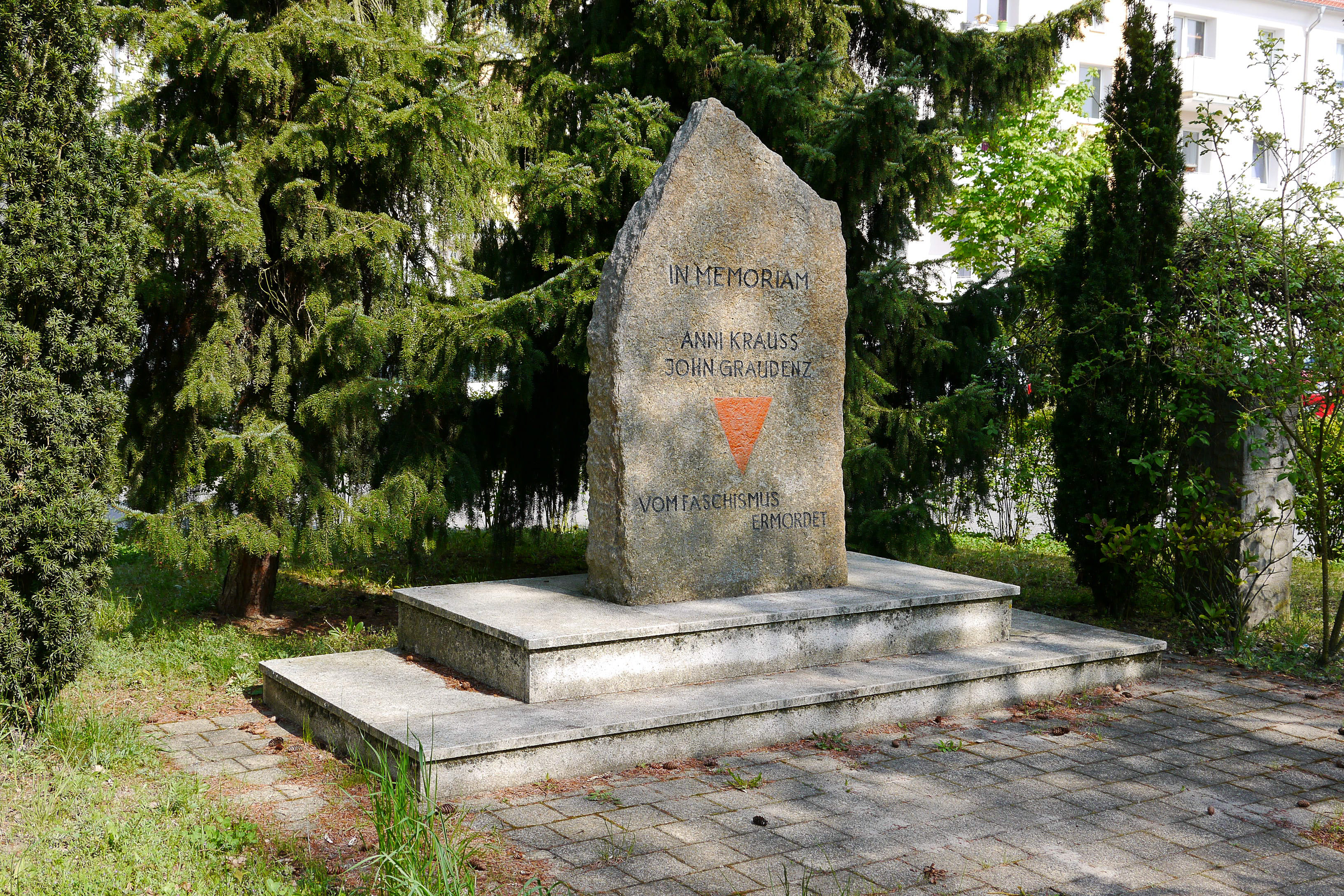
Het monument voor Annie Krauss en John Graudenz in Stahnsdorf

De nagedachtenis aan leden van de groep rond Schulze-Boysen werd duidelijk beïnvloed door de Koude Oorlog. In het Westen werden ze tot in de jaren 70 vooral benaderd als onderdeel van een spionagenetwerk van de Sovjet-Unie en minder als verzetsgroep tegen de nazi's. Pas in 2002 aanvaardde de Bondsdag een wet die alle veroordelingen in de nazitijd wegens "aantasting van de strijdkracht" vernietigde.
In de communistische propaganda werden Schulze-Boysen en de zijnen vanaf het eind van de jaren 60 juist als voorbeelden van de strijd tegen de nazi's geëerd en geïdealiseerd. In 1970 kende de Sovjet Unie aan meerdere leden van deze groep postuum onderscheidingen toe, Annie Krauss ontving hierbij de Orde van de Rode Ster. In Stahnsdorf is er een straat naar haar genoemd, waar ook een monument voor haar en John Graudenz staat.